# Adam Seyfrid Gall zu Gallenstein

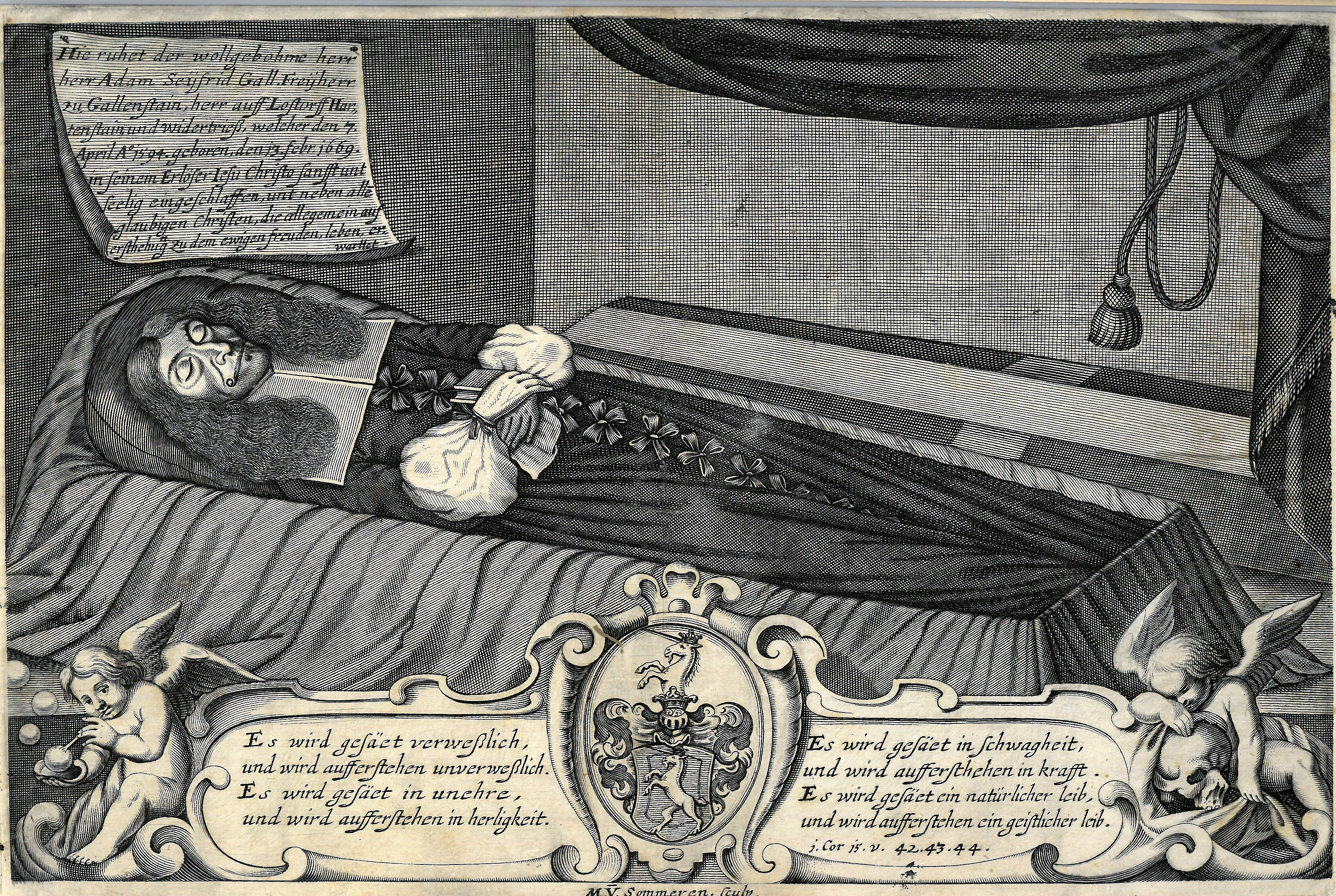
Kupferstich mit der Aufbahrung des Adam Seyfrid Gall zu Gallenstein

Adam Seyfrid Gall Freiherr zu Gallenstein (* 7. April 1594 in der Steiermark; † 13. Februar 1669 in Regensburg) war ein österreichischer Adliger und Gesandter. Als Ritter und Freiherr zu Gallenstein und als Herr auf Loosdorf, Hartenstein und Wiedertrieß war er ein Vertrauter und Begleiter von Kaiser Ferdinand II., für den er auch diplomatische Aufgaben übernahm. Seit den 1620er Jahren ist er in Regensburg nachweisbar, wo er 1669 in einer der ersten Grabstätten auf dem Gesandtenfriedhof bestattet wurde.

## Leben
Adam Seyfried wurde als Sohn des kaiserlichen Hofkriegsrats Bernhard Leo Gall († 1606), Herr zu Loosdorf und Pfandherr von Asparn an der Zaya, und seiner ersten Frau Johanna von Gera († 1599) geboren. Zwei seiner Brüder, Maximilian und Friedrich, fielen als kaiserliche Soldaten im Böhmischen Ständeaufstand.
Nach Absolvierung des Kriegsdienstes im kaiserlichen Heer wurde Adam Seyfried Gall vom Kaiser 1623–1624 mit einer Gesandtschaft nach Istanbul geschickt und anschließend betraut mit Reisen nach Italien, in die kaiserlichen Erbländer, sowie an die kurfürstlichen Höfe. Danach wurde Gall nach Regensburg entsandt zur Beobachtung der langwierigen Verhandlungen auf dem Reichstag, der sich nach der Verabschiedung des sogenannten Jüngsten Reichsabschieds im Verlauf der Folgejahre zum Immerwährenden Reichstag entwickelte. Am 14. Juli 1650 wurde Adam Seyfried und einer seiner Brüder von Kaiser Ferdinand III. in den Freiherrenstand erhoben.
Am 12. Mai 1629 heiratete Adam Seyfried Gall in Regensburg Potentiana Reißko (auch Reischco) von Biberbach, die nach ihrem Tod testamentarisch 300 Gulden für die Erbauung der protestantischen Dreieinigkeitskirche hinterließ. Sie starb um 1632 bei der Geburt einer Tochter und wurde auf dem  damaligen städtischen protestantischen Friedhof außerhalb der Stadt vor der östlichen Stadtmauer begraben. Dieser Friedhof wurde bald darauf im Verlauf der Kämpfe um Regensburg von bayerischen Truppen zu Gunsten des Neubaus von Befestigungsanlagen zerstört. Die Angehörigen der Bestatteten hatten die Möglichkeit, Grabdenkmäler und Grabplatten aufzukaufen. Der hinterbliebene Ehemann Adam Seyfried Gall sicherte sich die Grabplatte seiner Ehefrau, die er für sein eigenes Begräbnis nutzen wollte und lagerte sie auf dem Kirchhof hinter der Dreieinigkeitskirche. Dort wurde bereits die noch heute erhaltene, von der Ehefrau aufgekaufte Grabplatte des in Regensburg verstorbenen Georg von Stubenberg der Ältere gelagert, der 1630 verstorben war. Sie wurde später vor dem Epitaph des Johann Wilhelm von Stubenberg platziert.
Adam Seyfried Gall heiratete erneut am 6. November 1660 Catharina Erlbeck von Siningen und verstarb 1669. Begraben wurde er am 22. Februar 1669 auf dem Kirchhof südlich hinter der Dreieinigkeitskirche unter Verwendung der aufgekauften Grabplatte seiner ersten Ehefrau. Die ungefähre Lage der Grabstätte ist bekannt, weil die Grabstätte am Rande eines alten Bauplans der Dreieinigkeitskirche eingetragen worden war, nachdem der Bau der Kirche im Dreißigjährigen Krieg am Beginn der Kämpfe um Regensburg (1632–1634) abgebrochen werden musste. Als ehemaliger Vertrauter des Kaisers hatte der verstorbene Gesandte Gall wahrscheinlich eine privilegierte Stellung in der unter kaiserlichem Schutz stehenden Stadt Regensburg. Wohl auch deshalb waren seiner Ehefrau und später auch ihm selbst, zwei der ersten Begräbnisplätze auf dem Kirchhof südlich der damals noch nicht endgültig fertig gestellten Kirche genehmigt worden, obwohl die protestantische Stadtregierung aus hygienischen Gründen bestrebt war, nur Begräbnisse außerhalb des Stadtgebiets zu erlauben.
Der Bau der heute nicht mehr nachweisbaren Grabstelle war ohne besonderes Grabdenkmal erfolgt und beschränkte sich auf die Verwendung der geretteten Grabplatte vom Grab der Ehefrau. Auch der aus hygienischen Gründen später vorgeschriebene Bau einer gemauerten Gruft unterblieb wahrscheinlich. Diese aufwändigen Baumaßnahmen wurden erst später verbindlich, nachdem sie vom Rat der Stadt zur Vorschrift gemacht worden waren und auf dem Kirchhof im Verlauf des Dreißigjährigen Krieges weitere Begräbnisse erfolgt waren. Erst in der Nachkriegszeit entwickelte sich für den Friedhof der Name Gesandtenfriedhof.